# تلیانکودیئیروپو
تلیانکودیئیروپو (به لاتین: Telliyankudiyiruppu) یک منطقهٔ مسکونی در سری‌لانکا است که در استان شمالی (سری‌لانکا) واقع شده‌است.